# Dangdeur (Karangtengah)
Dangdeur is een bestuurslaag in het regentschap Garut van de provincie West-Java, Indonesië. Dangdeur telt 4625 inwoners (volkstelling 2010).